# Возвращайся с солнцем
«Возвраща́йся с со́лнцем» — советский военно-драматический фильм 1969 года, снятый на киностудии «Узбекфильм» режиссёром Хабибом Файзиевым. Основанный на повести Зинната Фатхуллина, фильм изображает реальные события и рассказывает об истории жизни Героя Советского Союза Кудрата Суюнова.
За создание фильма режиссёр и сценарист были удостоены Государственной премии Узбекской ССР имени Хамзы в 1971 году.

## Сюжет
Солнечный узбекский аул 1941 года. Кудрат — простой сельский паренёк, влюблённый в девушку Мунис, которая собирается поступать в ташкентскую консерваторию. Девичий смех, признания в любви, разговоры о будущем, беспокойство родителей за судьбу своих, так быстро выросших детей. Но внезапно начинается война, и парень в боях среди окопов на заснеженных минных полях вынужден проходить самый сложный экзамен в своей жизни.

## В ролях
- Раджаб Адашев — Кудрат Суюнов
- Лола Бадалова — Шарафат
- Александр Милютин — Сорокин
- Николай Олейник — радист
- Хамза Умаров — Шер-ака
- Лариса Зубкович — Мунис
- Виталий Штряков — Горобец
- Мукамбар Рахимова — Рахат
- Уктам Лукманова — Дилбар
- Хайрулла Сагдиев — Жингалак

## Литературная основа
Писатель Зиннат Фатхуллин, ещё будучи фронтовым корреспондентом, начал собирать материал о Кудрате Суюнове, причём задумывал именно киноповесть, и не как документальное произведение, а художественное. На фронте встречался с однополчанами героя, уже после войны встречался с его родственниками. Весь накопленный материал составил киноповесть «Кудрат» (1950), позднее переработанную в повесть «Бессмертие» (узб. «Сўнмас ҳаёт») 1951 года; однако писатель, недовольный художественным уровнем повести, продолжал работать над ней до тех пор, пока в 1960 году не переработал свою повесть в киносценарий.